# Plicofollis tonggol
Plicofollis tonggol és una espècie de peix de la família dels àrids i de l'ordre dels siluriformes.

## Morfologia
- Els mascles poden assolir 40 cm de longitud total.[5][6]

## Alimentació
Menja principalment invertebrats.

## Hàbitat
És un peix demersal i de clima tropical que viu entre 10-50 m de fondària.

## Distribució geogràfica
Es troba a Àsia: des del Pakistan fins a Malàisia, les Filipines i Indonèsia.

## Ús comercial
És venut principalment fresc i en salaó als mercats.

## Observacions
Les fortes espines de les aletes dorsal i pectoral poden infligir ferides doloroses.